# ماجراهای باند
ماجراهای باند (به انگلیسی: The Adventures of Bond... Basildon Bond) در سبک ماجرایی، توسط شرکت  Probe Software  تولید و منتشر گردید.

## گیم‌پلی
این بازی بر اساس شخصیت تلویزیونی «راس اَبوت» طراحی و ساخته شده‌است. بازیباز کنترل «باسیلدون باند» را بر عهده دارد. وظیفه اصلی جمع‌آوری مجموعه رمزهای موجود طی ۵ ساعت می‌باشد. برای باز نمودن رمزها بازیباز باید قطعات جدا افتاده لطیفه‌ها را در کنار هم بچیند. این قطعات در اتاق‌های مختلف استودیوی تلویزیونی قرار دارند. هنگامی که یک لطیفه به‌طور کامل جمع‌آوری شد، «باسیلدون» باید آن را وارد رایانه اصلی نماید.
در اتاق‌های استودیو، دوربین‌هایی وجود دارند  که به محض رویت بازیباز به او حمله می‌کنند  و «باسیلدون» مجبور می‌شود ماجرای خود را از اتاق رایانه اصلی ادامه دهد ضمن اینکه ۱۰ دقیقه از وقت او نیز کم می‌شود. در عوض «باسیلدون» توانایی احضار «کوپرمن» را دارد. «کوپرمن» به محض احضار شدن به صورت افقی در صفحه شروع به حرکت می‌کند و در صورت برخورد با دوربین‌ها، آن هارا نابود می‌کند. ولی باید توجه داشت که فقط ۱۰ بار می‌توان «کوپرمن» را احضار کرد. ضمن اینکه یکی از ده بار امکان احضار کوپرمن، شخصیت جدیدی به نام «بلوندر وومن» را احضار می‌کند که به مراتب قویتر از «کوپرمن» است.  

## سیستم‌ها
این بازی در سال ۱۹۸۶ به صورت همزمان توسط شرکت  Probe Software  بر روی رایانه‌های خانگی آمستراد سی پی سی و کمودور ۶۴ منتشر گردید. ضمن اینکه قرار بود یک نسخه از این بازی بر روی اسپکتروم نیز عرضه گردد که به دلایلی منتفی گردید.

## معادل انگلیسی
1. ↑  Vakis Paraskeva
2. ↑  Amstrad CPC
3. ↑  Russ Abbott
4. ↑  Basildon Bond
5. ↑  Cooperman
6. ↑  Blunderwoman
7. ↑  "اطلاعات در مورد نسخه کنسل شده بازی برای اسپکتروم" (به انگلیسی).